# 罗得西亚空军
罗得西亚空军（RhAF）是罗得西亚空中武装力量，总部设在索尔兹伯里。1935年至1980年期间以不同的名称代表不同时期服务的对象：最初其为英国的自治殖民地南罗得西亚服务，1953年至1963年12月31日期间为罗得西亚與尼亚萨兰联邦的空军；从1964年1月1日起再次为南罗得西亚的空军；1965年11月11日后，为罗得西亚从英国单方面宣布独立后为未得到国际承认的罗得西亚的空中武装力量一称。